# Fahrdorf
Fahrdorf (tiếng Đan Mạch: Fartorp) là một đô thị thuộc huyện Schleswig-Flensburg, bang Schleswig-Holstein, Đức.